# Lithophane reducta
Lithophane reducta là một loài bướm đêm trong họ Noctuidae.